# Stadium Arcadium
Stadium Arcadium és el novè àlbum d'estudi de la banda de rock estatunidenca Red Hot Chili Peppers, publicat el mes de maig de 2006 sota el segell Warner Bros. Records. Fou el darrer àlbum d'estudi dels Red Hot Chili Peppers amb John Frusciante com a guitarrista de la banda.
Originalment fou pensat per a ser llançat com una trilogia d'àlbums, però finalment es llançà com a àlbum doble amb dos CD's amb els noms de Jupiter i Mars.

## Llista de cançons
Totes les cançons foren escrites i compostes per Red Hot Chili Peppers.
| 1.            | «Dani California»        | 4:42  |
| 2.            | «Snow (Hey Oh)»          | 5:37  |
| 3.            | «Charlie»                | 4:37  |
| 4.            | «Stadium Arcadium»       | 5:15  |
| 5.            | «Hump de Bump»           | 3:33  |
| 6.            | «She's Only 18»          | 3:25  |
| 7.            | «Slow Cheetah»           | 5:19  |
| 8.            | «Torture Me»             | 3:44  |
| 9.            | «Strip My Mind»          | 4:19  |
| 10.           | «Especially in Michigan» | 4:00  |
| 11.           | «Warlocks»               | 3:25  |
| 12.           | «C'mon Girl»             | 3:48  |
| 13.           | «Wet Sand»               | 5:09  |
| 14.           | «Hey»                    | 5:39  |
| Durada total: | Durada total:            | 62:32 |

| 1.            | «Desecration Smile»    | 5:02  |
| 2.            | «Tell Me Baby»         | 4:07  |
| 3.            | «Hard to Concentrate»  | 4:02  |
| 4.            | «21st Century»         | 4:22  |
| 5.            | «She Looks to Me»      | 4:06  |
| 6.            | «Readymade»            | 4:30  |
| 7.            | «If»                   | 2:53  |
| 8.            | «Make You Feel Better» | 3:52  |
| 9.            | «Animal Bar»           | 5:26  |
| 10.           | «So Much I»            | 3:44  |
| 11.           | «Storm in a Teacup»    | 3:45  |
| 12.           | «We Believe»           | 3:36  |
| 13.           | «Turn It Again»        | 6:06  |
| 14.           | «Death of a Martian»   | 4:24  |
| Durada total: | Durada total:          | 59:55 |

## Guardons
Premis
- 2007: Grammy al millor àlbum de rock

Nominacions
- 2007: Grammy a l'àlbum de l'any